# ウェリス稲毛
ウェリス稲毛（ウェリスいなげ）は、千葉県千葉市稲毛区にある大規模マンション。2015年グッドデザイン賞受賞。

## 概要
特殊法人新エネルギー総合開発機構を母体とする日本アルコール産業株式会社の工場跡地再開発事業として計画・建設された。売主はエヌ・ティ・ティ都市開発株式会社を主体とする共同企業体。
3エリア6棟（ルーセント466戸、オアシス297戸、グロウ166戸）から構成される居住部分と4層5段の自走式駐車場を2つ備え、総戸数929戸を擁する総武線沿線では最大規模のマンション。また、千葉市内のマンション及びウェリスシリーズの中でも最大規模。
総武線快速停車駅から5分という駅近の利便性と、メガマンションのスケールメリットを享受できる。建設計画当初から眺望、日照、周辺環境への影響が大きいとして、周辺住民の激しい建設反対運動が展開され計画規模の変更（縮小）を余儀なくされた。
マンションのコンセプトテーマは「はぐむ（幸せな出会いを育む）」、分譲時のイメージキャラクターは 女優（子役）の原菜乃華（つぐみ役）
所在地：千葉県千葉市稲毛区稲毛東4-5-1
交通：
1. 総武線 「稲毛」駅 徒歩5分 （ペリエ稲毛コムスクエア専用改札利用時　利用時間10:00～21:00）、6分（JR改札利用時）
2. 総武本線 「稲毛」駅 徒歩5分 （ペリエ稲毛コムスクエア専用改札利用時　利用時間10:00～21:00）、6分（JR改札利用時）
3. 京成千葉線 「京成稲毛」駅 徒歩4分

- 完成時期：2014年02月
- 売主：NTT都市開発株式会社、大和ハウス工業株式会社、大成建設株式会社、新日本建設株式会社、三信住建株式会社
- 施工：大成・新日本共同企業体

## 構成
- ルーセント（Lucent）ブロック　Ⅰ・Ⅱ・Ⅲ　466戸
- オアシス（Oasis）ブロック　Ⅰ・Ⅱ　297戸
- グロウ（Grow）ブロック　166戸

## 建設反対運動と計画修正
当マンションは建計画当が持ち上がると同時に、その建設規模から眺望、日照等を懸念する周辺住民からの激しい建設反対運動が起きた。特にマンションに見下ろされる形となり日照権が阻害される稲毛東5丁目の戸建地区や、眺望が著しく失われることになる隣接マンション（アクアフォレスタ・ルネ稲毛）からは、環境悪化についての懸念の声が強まった。ただし、建設自体に反対という趣旨ではなく、建築規模の縮小や周辺地域への配慮を求める運動が中心であった。
最終的には総戸数を991戸から931戸（ゲストルーム含む）、自走式駐車場を5層6段から4層5段、階数を15階から14階にする方向で計画が修正され、それに伴う工期の調整のうえ着工された。

## 周辺
- JR稲毛駅
- ペリエ稲毛
- 京成電鉄 京成稲毛駅
- イオン稲毛店
- マルエツ稲毛店
- 稲毛東公園
- 稲毛図書館
- 稲毛区役所

## 共用施設
共用施設棟（TSUDOIハウス）を中心に、模数を生かした豊富な共用施設が設置されている。
- レセプションラウンジ
- セントラルラウンジ
- 住民専用コンビニ（ローソンSウェリス稲毛店）
- キッズルーム
- マルチスタジオ（集会室）
- シアタールーム
- ゲストルーム（和室／洋室）
- コミュニティギャラリー
- 森のライブラリ
- ウェルカムテラス
- 専用ファーム
- パーティールーム
- BBQテラス（パーティールーム併設）
- ウェルガーデン
- 喫煙所
- ピザ釜（ウェルガーデン内に設置）
- 洗車スペース
- お手洗い（2ヶ所）
- 来客用駐車場・駐輪場
- レンタサイクル・レンタカー